# Eran Underwood
Eran Underwood (Lautoka, 24 maart 1987) is een voormalige Fijisch voetballer die bij voorkeur als aanvaller speelt.   
Op 13 juli 2011 in de thuiswedstrijd tegen Vanuatu maakte Underwood zijn debuut voor Fiji voetbalelftal. Underwood begon in de basis maar op 46e minuut werd hij gewisseld. Veresa Toma is vervanger. De wedstrijd werd gewonnen met 2-0.  Hij heeft 2 wedstrijden gespeeld voor zijn nationale ploeg.
Underwood beëindigde zijn voetbalcarrière in 2019.